# Santuario de Nuestra Señora de las Mercedes (Bollullos Par del Condado)
El Santuario de Nuestra Señora de las Mercedes se encuentra situado en lo alto del monte Santiago, a extramuros del municipio de Bollullos Par del Condado (Huelva), en la comunidad autónoma de Andalucía, España. 
No se sabe con exactitud la fecha de su fundación, pues parece ser tan antiguo como la devoción del municipio por la Virgen de las Mercedes. Cuenta una leyenda de que su situación en el monte de Santiago, desde donde se divisa todo Bollullos, está debida a la aparición de la Virgen de las Mercedes a un pastor por primera vez en este monte.
La Virgen fue proclamada popularmente patrona de la villa el 18 de agosto de 1683 con motivo de una pertinaz sequía, y no fue hasta el 12 de octubre de 1953 cuando el patronazgo se refrendó oficialmente, después de haber sido coronada canónicamente la imagen el 2 de julio de 1948 en la avenida de la Coronación.
La ermita ha sufrido varias reparaciones a lo largo del tiempo, como la que hizo Diego Ximélez desde 1709 a 1715. Era un edificio de una sola nave, con bóveda central y un pequeño pórtico en los pies. En 1920 se llevó a cabo una restauración, costeada entre la hermandad y la propia localidad, en la que se incluyó la electricidad y se estableció su actual estructura.
Su planta es de tres naves con arquerías divisorias de tres arcos de medio punto sobre pilares rectangulares con impostas. Los armoniosos volúmenes exteriores responden a la estructura interior de cruz latina.
- Datos: Q2842921